# Santiago de La Peroja
La Peroja (llamada oficialmente Santiago da Peroxa) es una parroquia y un lugar del municipio español de La Peroja, en la provincia de Orense, Galicia.

## Toponimia
La parroquia también es conocida por el nombre de Santiago de La Peroja.

## Organización territorial
La parroquia está formada por siete entidades de población:
- Amido
- Gayoso (Gaioso)
- Lentomil
- Parajas (As Paraxas)
- La Peroja (A Peroxa)
- San Esteban (Santo Estevo)
- Vilanova

## Demografía

### Parroquia
| Gráfica de evolución demográfica de La Peroja (parroquia) entre 2000 y 2023 |
|                                                                             |
| Datos según el nomenclátor publicado por el INE.                            |

### Lugar
| Gráfica de evolución demográfica de La Peroja (lugar) entre 2000 y 2023 |
|                                                                         |
| Datos según el nomenclátor publicado por el INE.                        |